# Bagavan
Bagavan (també escrit Bagawan; en armeni: Բագաւան) va ser una antiga localitat a la part central d'Armènia al principat de Bagrevand. El lloc està situat al poble de Taşteker, a l'oest de l'actual Diyadin, a Turquia. Situat en un afluent de l'Eufrates als peus del mont Npat, al nord del llac Van, Bagavan albergava un dels temples més importants de l'Armènia precristiana. Després de la cristianització d'Armènia, Bagavan es va convertir en el lloc d'una església i un monestir. Saquejat el 1877 pels kurds, va ser completament destruït després de 1915 durant el genocidi armeni.
El nom Bagavan es tradueix literalment com «ciutat dels déus». L'etimologia la va donar Agatàngelos, qui va explicar que la paraula era part, l'equivalent de l'armeni dicʿ-awan. Moisès de Khorèn la considerava bagnacʿn awan («ciutat dels altars»). El nom, escrit com Bagauana, està registrat en grec per Claudi Ptolemeu com Sakauana. Bagavan probablement estava relacionat amb una de les paraules del persa antic per a santuari, com ara bagina o bagastāna.

## Història
Bagavan va ser el lloc d'un dels santuaris més importants de l'Armènia precristiana, i una atar s'hi mantenia ardent. La família reial d'Armènia va celebrar la festa de cap d'any a Bagavan, el primer dia del primer mes, Navasard, del calendari armeni. Bagavan també era un centre per al culte d'Aramazd, la versió armènia d'Ahura Mazda. Moisès de Khorèn va atribuir la fundació de l'altar de Bagavan a «l'últim Tigran» i l'establiment de la festa de cap d'any al rei Valarsaces. Tanmateix, l'historiador Robert H. Hewsen assenyala que aquestes teories probablement eren invencions del propi Moisès de Khorèn.
Segons Agatàngelos, Tiridates III d'Armènia (rei de 287 a 330) i la seva cort van ser batejats per Gregori l'Il·luminador a Bagavan a l'Eufrates. Gregori va fundar el monestir de Sant Joan Baptista a Bagavan. El nom turc de la ciutat, Üç Kilise («les tres esglésies»), deriva d'aquest monestir. El rei sassànida Yazdegerd II (rei de 438 a 457) va acampar a Bagavan el 439 durant la seva campanya punitiva a l'Armènia persa.
L'any 587 durant el regnat de l'emperador Maurici, Bagavan i bona part d'Armènia van passar sota administració romana després que els romans derrotessin l'Imperi Sassànida a la batalla del Balàrat.
L'església de Sant Joan Baptista de Bagavan es va acabar el 631–639 a la riba esquerra del riu Eufrates. Hewsen assenyala que originàriament estava envoltada per un «alt mur flanquejat de torres que protegien els edificis interiors del monestir». El 1877, va ser saquejada pels kurds abans de ser completament enderrocada després de 1915 durant el genocidi armeni.